# David di Donatello al millor productor estranger
El premi David di Donatello al millor productor estranger (en italià: David di Donatello per il miglior produttore straniero) és un premi de cinema que va atorgar l'Acadèmia del Cinema Italià (ACI, Accademia del Cinema Italiano) per reconèixer al millor productor de cinema no italià. El premi es va donar per primera vegada el 1957 i es va deixar de donar el 1990. No es va atorgar el 1959-1960, el 1962-1954 ni el 1971-1981. A partir de l'edició del 2019, el premi també inclou pel·lícules que anteriorment haurien pertangut a la categoria de Millor pel·lícula de la Unió Europea.

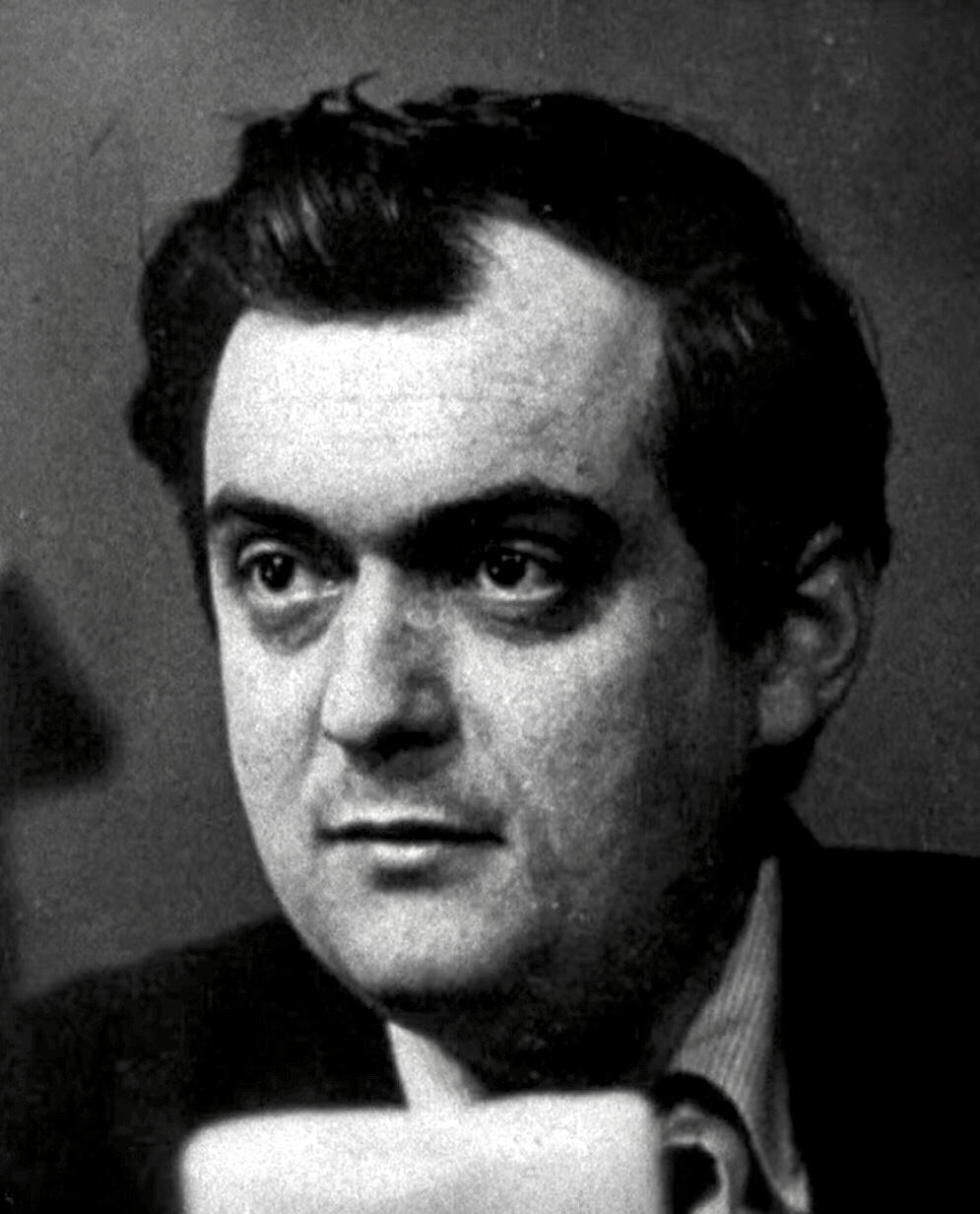
Stanley Kubrick, juntament amb Jack L. Warner han guanyat dos premis cadascun.

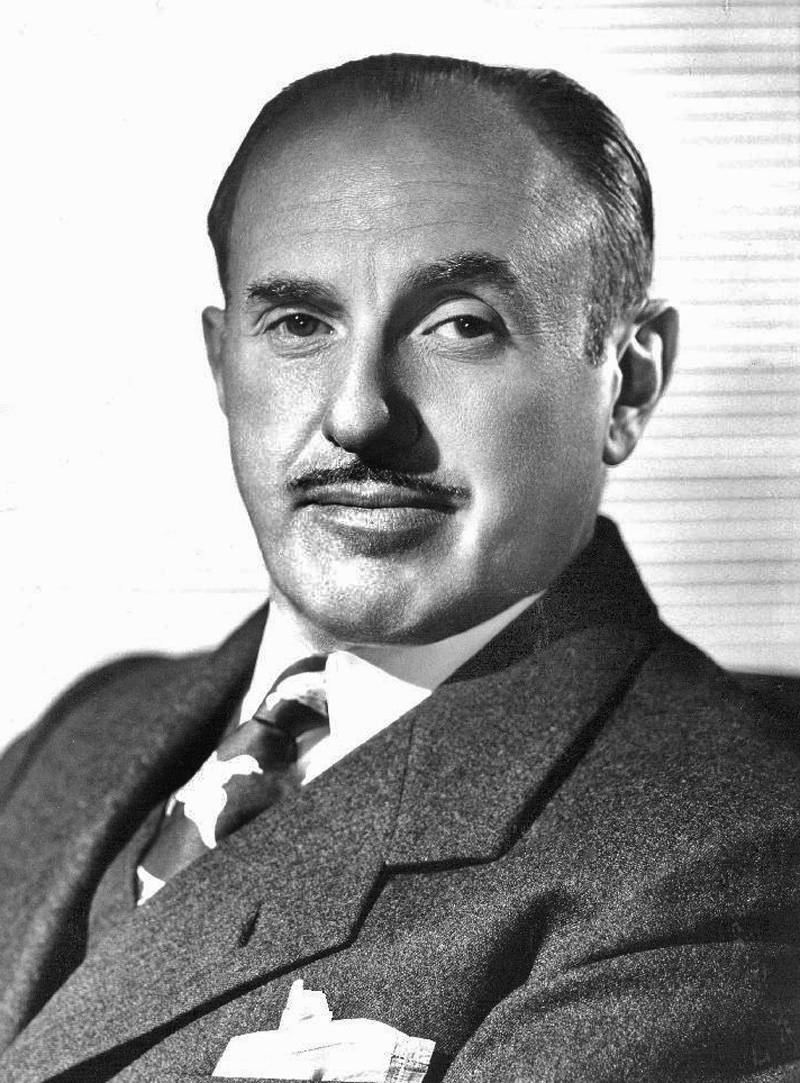
Jack L. Warner, juntament amb Stanley Kubrick, han guanyat dos premis cadascun.

## Guanyadors
Els guanyadors del premi han estat:

### Anys 1957-1959
- 1956: Walt Disney - La dama i el rodamón (Lady and the Tramp)
- 1957: Jack L. Warner - Gegant (Giant) ex aequo Laurence Olivier - Ricard III (Richard III)
- 1958: Sam Spiegel - El pont del riu Kwai (The Bridge on the River Kwai)
- 1959: No atorgat

### Anys 1960-1969
- 1960: No atorgat
- 1961: Metro-Goldwyn-Mayer - Ben-Hur (Ben-Hur)
- 1962: No atorgat
- 1963: No atorgat
- 1964: No atorgat
- 1965: Jack L. Warner - My Fair Lady (My Fair Lady)
- 1966: 20th Century Fox - El turment i l'èxtasi (The Agony and the Ecstasy)
- 1967: Carlo Ponti - Doctor Jivago (Doctor Zhivago)
- 1968: Stanley Kramer - Endevina qui ve a sopar (Guess Who's Coming to Dinner)
- 1969: Stanley Kubrick - 2001: una odissea de l'espai (2001: A Space Odyssey)

### Anys 1970-1979
- 1970: Martin Poll - The Lion in Winter
- 1971: Anthony Havelock-Allan - La filla de Ryan (Ryan's Daughter)
- 1972: No atorgat
- 1973: No atorgat
- 1974: No atorgat
- 1975: No atorgat
- 1976: No atorgat
- 1977: No atorgat
- 1978: No atorgat
- 1979: No atorgat

### Anys 1980-1989
- 1980: No atorgat
- 1981: Hungaro Film - Angi Vera ex aequo Francis Ford Coppola i George Lucas - Kagemusha (影武者 - Kagemusha)
- 1982: Warren Beatty – Reds (Reds)
- 1983: Richard Attenborough - Gandhi (Gandhi)
- 1984: Jonathan Taplin - Sota el foc (Under Fire)
- 1985: David Puttnam - Els crits del silenci (The Killing Fields)
- 1986: Steven Spielberg – Retorn al futur (Back to the Future)
- 1987: Fernando Ghia i David Puttnam – La missió (The Mission)
- 1988: Stanley Kubrick - Full Metal Jacket (Full Metal Jacket)
- 1989: Frank Marshall i Robert Watts - Qui ha enredat en Roger Rabbit? (Who Framed Roger Rabbit)

### Any 1990
- 1990: Noel Pearson - My Left Foot